# Hamilton (Washington)
Hamilton és una població dels Estats Units a l'estat de Washington. Segons el cens del 2000 tenia 309 habitants.

## Demografia
Segons el cens del 2000, Hamilton tenia 309 habitants, 117 habitatges, i 80 famílies. La densitat de població era de 120,5 habitants per km².
Dels 117 habitatges en un 35% hi vivien nens de menys de 18 anys, en un 47% hi vivien parelles casades, en un 11,1% dones solteres, i en un 30,8% no eren unitats familiars. En el 20,5% dels habitatges hi vivien persones soles el 2,6% de les quals corresponia a persones de 65 anys o més que vivien soles. El nombre mitjà de persones vivint en cada habitatge era de 2,64 i el nombre mitjà de persones que vivien en cada família era de 2,91.
Per edats la població es repartia de la següent manera: un 27,8% tenia menys de 18 anys, un 6,1% entre 18 i 24, un 34,3% entre 25 i 44, un 23,6% de 45 a 60 i un 8,1% 65 anys o més.
L'edat mediana era de 36 anys. Per cada 100 dones de 18 o més anys hi havia 123 homes.
La renda mediana per habitatge era de 31.500 $ i la renda mediana per família de 34.063 $. Els homes tenien una renda mediana de 33.542 $ mentre que les dones 22.969 $. La renda per capita de la població era de 13.531 $. Aproximadament el 21,2% de les famílies i el 22,8% de la població estaven per davall del llindar de pobresa.

## Poblacions més properes
El següent diagrama mostra les poblacions més properes.